# Apistomyia elegans
Apistomyia elegans is een muggensoort uit de familie van de Blephariceridae. De wetenschappelijke naam van de soort is voor het eerst geldig gepubliceerd in 1862 door Bigot.